# Gabriel Soares de Sousa
Gabriel Soares de Sousa (Portugal, c. 1540 - Bahía, 1592) fue un agricultor y empresario portugués así como un historiador de la incipiente historia del territorio brasileño al escribir la obra Notícia do Brasil ou "Tratado descritivo do Brasil em 1587".